# Montañas de Blackstairs
Las Blackstairs Mountains (gaélico, Na Staighrí Dubha) son una cordillera que discurre en dirección norte-sur, aproximadamente, a lo largo de la frontera entre los condados de Carlow y Wexford en la República de Irlanda. 
| Colinas más altas   | Altura (m) | Ubicación                               |
| ------------------- | ---------- | --------------------------------------- |
| Monte Leinster      | 793        | 52°37′01″N 6°46′41″O / 52.617, -6.778   |
| Montaña Blackstairs | 735        |                                         |
| Montaña Black Rock  | 599        | 52°37′03″N 6°43′41″O / 52.6174, -6.7281 |
| Knockroe            | 540        | 52°35′33″N 6°47′31″O / 52.5924, -6.7919 |
| Slievebawn          | 520        | 52°38′20″N 6°48′35″O / 52.6389, -6.8096 |
| Carrigroe           | 495        | 52°31′11″N 6°49′57″O / 52.5197, -6.8324 |
| Carrigalachan       | 463        | 52°31′50″N 6°50′13″O / 52.5305, -6.8370 |
| Croaghaun           | 454        | 52°39′49″N 6°46′03″O / 52.6637, -6.7676 |
| Slievebaun          | 444        | 52°31′58″N 6°48′02″O / 52.5328, -6.8005 |